# Espions d'État
Pour les articles homonymes, voir The Agency.
Ne doit pas être confondu avec The Agency (série télévisée, 2024).
Espions d'État (The Agency) est une série télévisée américaine en 44 épisodes de 42 minutes, créée par Michael Frost Beckner et diffusée entre le 27 septembre 2001 et le 12 avril 2003 sur le réseau CBS.
En France, la série a été diffusée à partir du 5 janvier 2003 au 5 mars 2003, les 12 épisodes de la saison 1, tous les dimanches de l'après-midi, et du 30 août 2003 au 11 octobre 2003, 7 épisodes de la saison 2, tous les samedis de l'après-midi. Repris du 12 novembre 2005 au 21 décembre 2005, 8 épisodes de la saison 2, tous les samedis en troisième partie soirée sur TF1, au Québec à partir d'octobre 2004 sur Mystère et rediffusée à partir du 25 mai 2012 sur Historia, en Suisse sur TSR2 et en Belgique sur RTL-TVI et Plug RTL.

## Synopsis
Cette série met en scène des agents de la CIA ayant à leur disposition des équipements high tech afin de récolter des renseignements destinés à mieux protéger le pays.

## Distribution
- Daniel Benzali (VF : Olivier Proust puis Thierry Murzeau) : Robert Quinn (épisodes 14-44, précédemment personnage récurrent)
- Beau Bridges (VF : José Luccioni) : Tom Cage (épisodes 14-44)
- Rocky Carroll (VF : Jean-Paul Pitolin) : Carl Reese
- Gil Bellows (VF : Thierry Ragueneau) : Matt Callan (Saison 1)
- Will Patton (VF : Mario Pecqueur) : Jackson Haisley
- David Clennon (VF : Philippe Catoire) : Joshua Nankin
- Paige Turco (VF : Stéphanie Lafforgue) : Terri Lowell
- Gloria Reuben (VF : Brigitte Berges) : Liza Fabrizzi (épisodes 1-13, 21-22)
- Richard Speight Jr. (VF : Constantin Pappas) : Lexx (Saison 2, précédemment personnage récurrent)
- Ronny Cox : Directeur Alex Pierce (épisodes 1-10)
- Jason O'Mara : A.B. Stiles (Saison 2)

 Source et légende : version française (VF) sur RS Doublage

## Épisodes

### Première saison (2001-2002)
1. Infidèlement vôtre (Viva Fidel!)
2. Dilemme (God's Work)
3. Révolte en Indonésie (The Year of Lying Dangerously)
4. Une affaire explosive (In Our Own Backyard)
5. Course contre la montre (Pilot)
6. Menace sur Washington (Anthrax)
7. Crime de guerre (Closure)
8. Un parfum de trahison (Nocturne)
9. Les Règles du jeu (Rules of the Game)
10. Le Pouvoir des médias (Deadline)
11. Échange non standard (Son Set)
12. Faux semblant (The Enemy Within)
13. Une cible inattendue (The Golden Hour)
14. Dures négociations (The Gauntlet)
15. Les Secrets du pouvoir (Sleeping Dogs Lie)
16. La Seconde Menace (The Plague Year)
17. L’espion qui l’aimait (Moo)
18. L’arbre qui cache la forêt (The Greater Good)
19. Copie non conforme (Peacemakers)
20. Les Loups dans la bergerie (The Understudy)
21. Double énigme (Doublecrossover) (crossover avec Washington Police)
22. Les Chiens de guerre (Finale)

### Deuxième saison (2002-2003)
1. Plongée en eaux troubles (French Kiss)
2. Un pilote sous influence (Air Lex)
3. Risque maximum (The Great Game)
4. En dépit des apparences (C.S. Lie)
5. Le Prisonnier (The Prisoner)
6. Dressés pour tuer (Home Grown)
7. Au cœur du complot (Heartless)
8. Un traité en danger (First Born)
9. Porté disparu (Thanksgiving)
10. L’Ombre d’un traitre (Trust)
11. Un agent disparaît (Elite Meat to Eat)
12. Incident isolé ? (An Isolated Incident)
13. Sexe, élections et vidéo (Debbie Does Djakarta)
14. Peur des représailles (Coventry)
15. Nom de code Baobab (Absolute Bastard)
16. Guet Apens (Unholy Alliances)
17. Des femmes en danger (Soft Kills)
18. Un million parti en fumée (Spy Finance)
19. Les Nouveaux Ennemis (War, Inc)
20. Le Bouc émissaire (Mi Cena con Andrei)
21. Le Retour de la taupe [1/2] (Our Man in Korea)
22. Une femme disparaît [2/2] (Our Man in Washington)

## Commentaires
Le pilote, tourné en mars 2001, a pour sujet un attentat terroriste. CBS a déplacé la diffusion de cet épisode au 1er novembre afin de le distancer des attentats du 11 septembre 2001.
Il existe un film de Mikael Salomon regroupant les deux premiers épisodes, d'une durée de 84 minutes.